# さいたま市立浦和くらしの博物館民家園
さいたま市浦和くらしの博物館民家園（さいたましうらわくらしのはくぶつかんみんかえん）は、埼玉県さいたま市緑区にある野外博物館である。

## 概要
享保13年（1728年）に干拓されてできた見沼田んぼの中央に位置する。急速な宅地開発によって民家などの解体が進んでいたことから移築保存を推進する形で開設された。旧浦和市内の江戸時代中期から大正時代に建築された登録有形文化財、さいたま市指定文化財である民家、倉庫、穀櫃を移築復原し展示している。
小・中学生向けに体験学習、社会科見学などの受け入れを行っている。入園無料で古民家などを見学できることから、市民から親しまれている。ただ鉄道駅から遠くアクセスが悪いため、自家用車やバスなどでの入園が多い。
2019年4月1日、隣接する木造2階建て建物が出火し、全焼した。これにより市立浦和くらしの博物館民家園に展示されている民家1棟の瓦葺屋根に類焼し、博物館の展示物も焼けてしまった。

## 移築建造物

### 民家

#### 旧高野家住宅（さいたま市指定有形文化財）
煎餅を製造販売する商家。園内に、復原された建物は、店舗兼作業場部分であり、本来は、宿場の商家として典型的な、「間口に対して奥行きの長い」作りとなっていたもので、通りに面した店舗とそれに続く住居部分から構成されていた。

#### 旧綿貫家住宅（さいたま市指定有形文化財）
綿貫家は、屋号を「菱屋」と呼び、1902年（明治35年）の「浦和町営業便覧」では「肥料荒物商 綿貫與助」とあり、他にも、砂糖、米穀などを取り扱っていた商家。
敷地の南側通りから裏の2棟の石倉まである広い空間は、当時から荷車による商品の搬入搬出に使っていたと言われている。石倉は商品倉庫として使用されていたもので大谷石積みである。

旧高野家住宅・旧綿貫家住宅
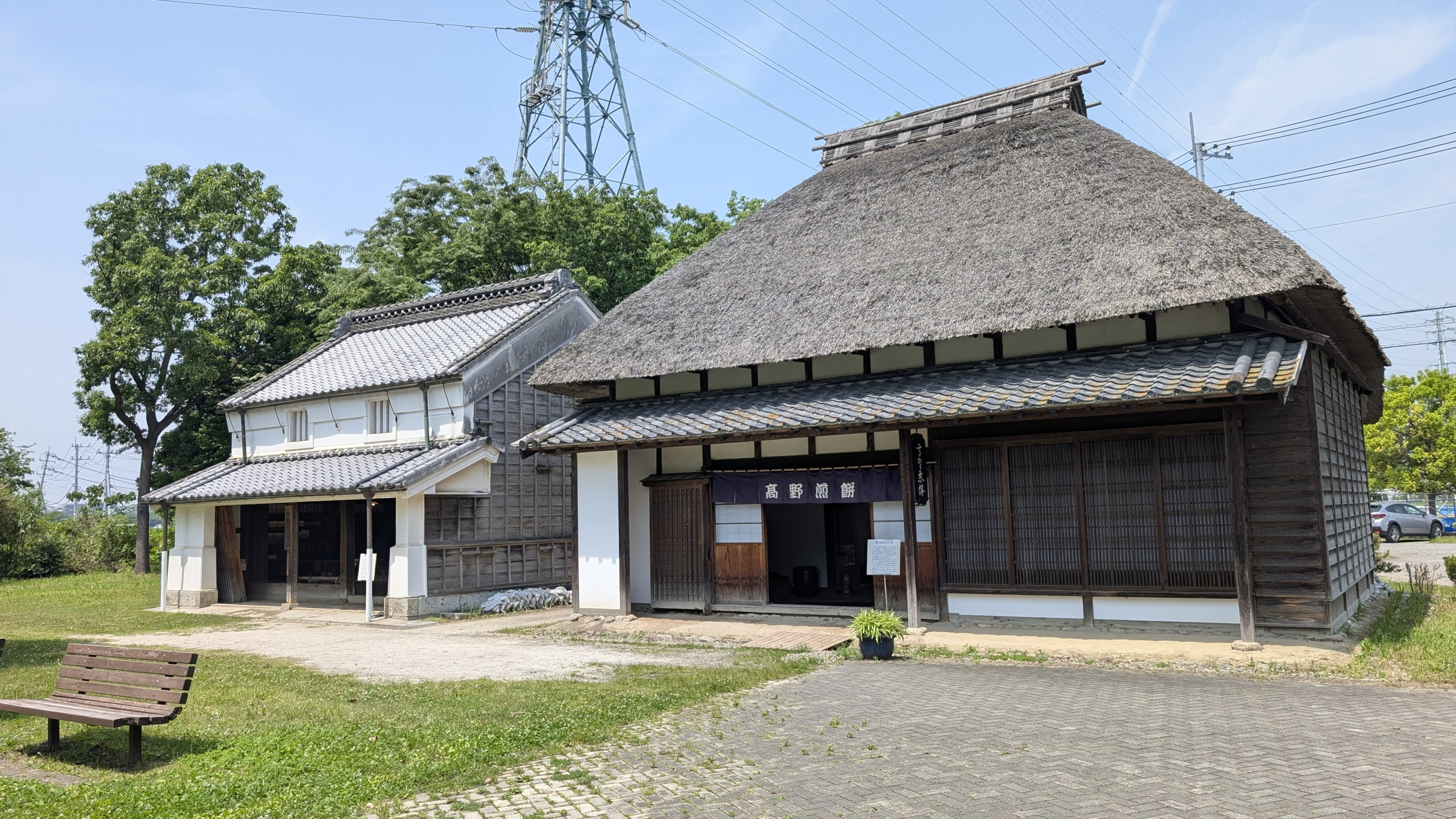
旧高野家住宅(右手前)
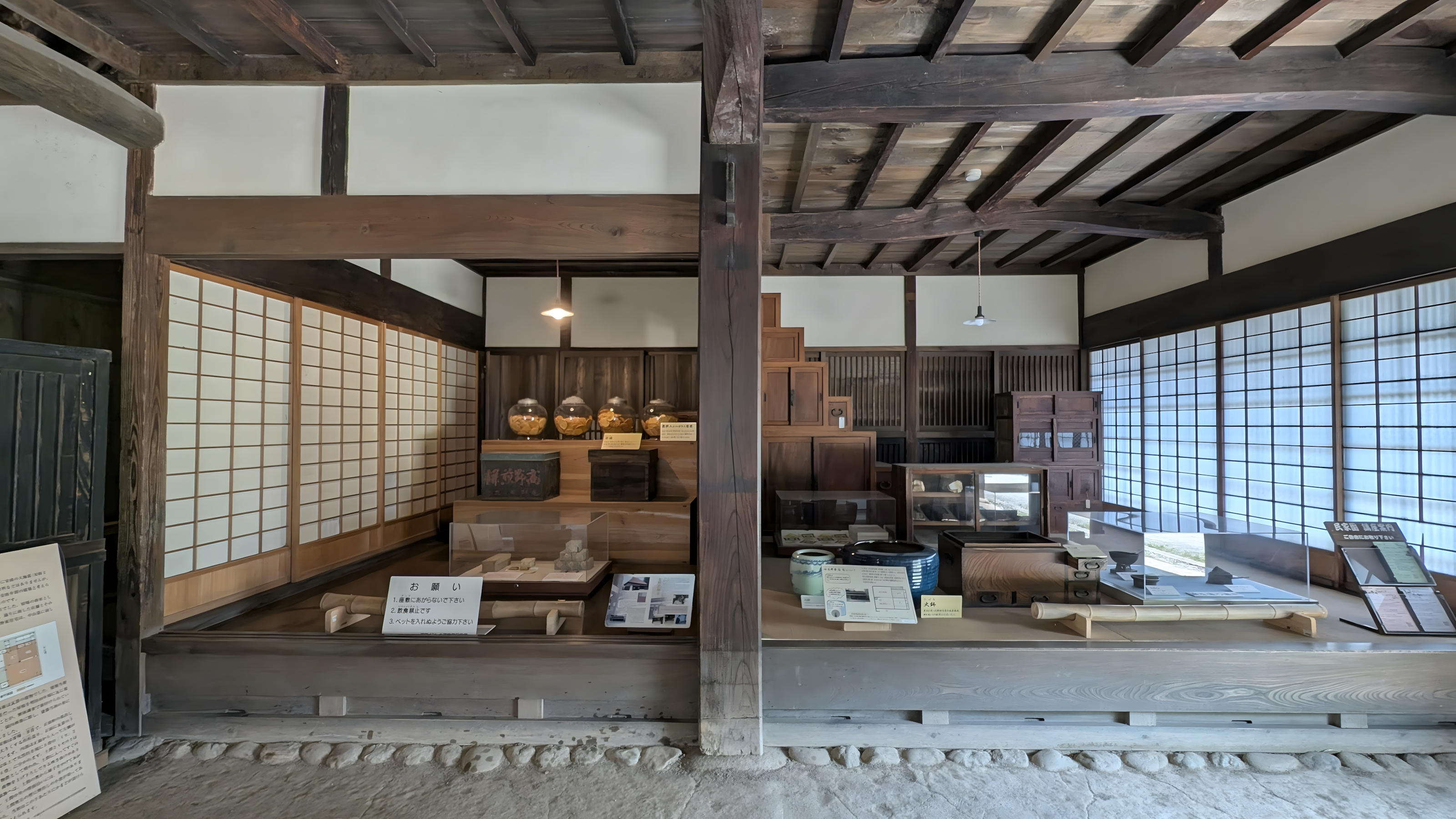
旧高野家住宅(店内)
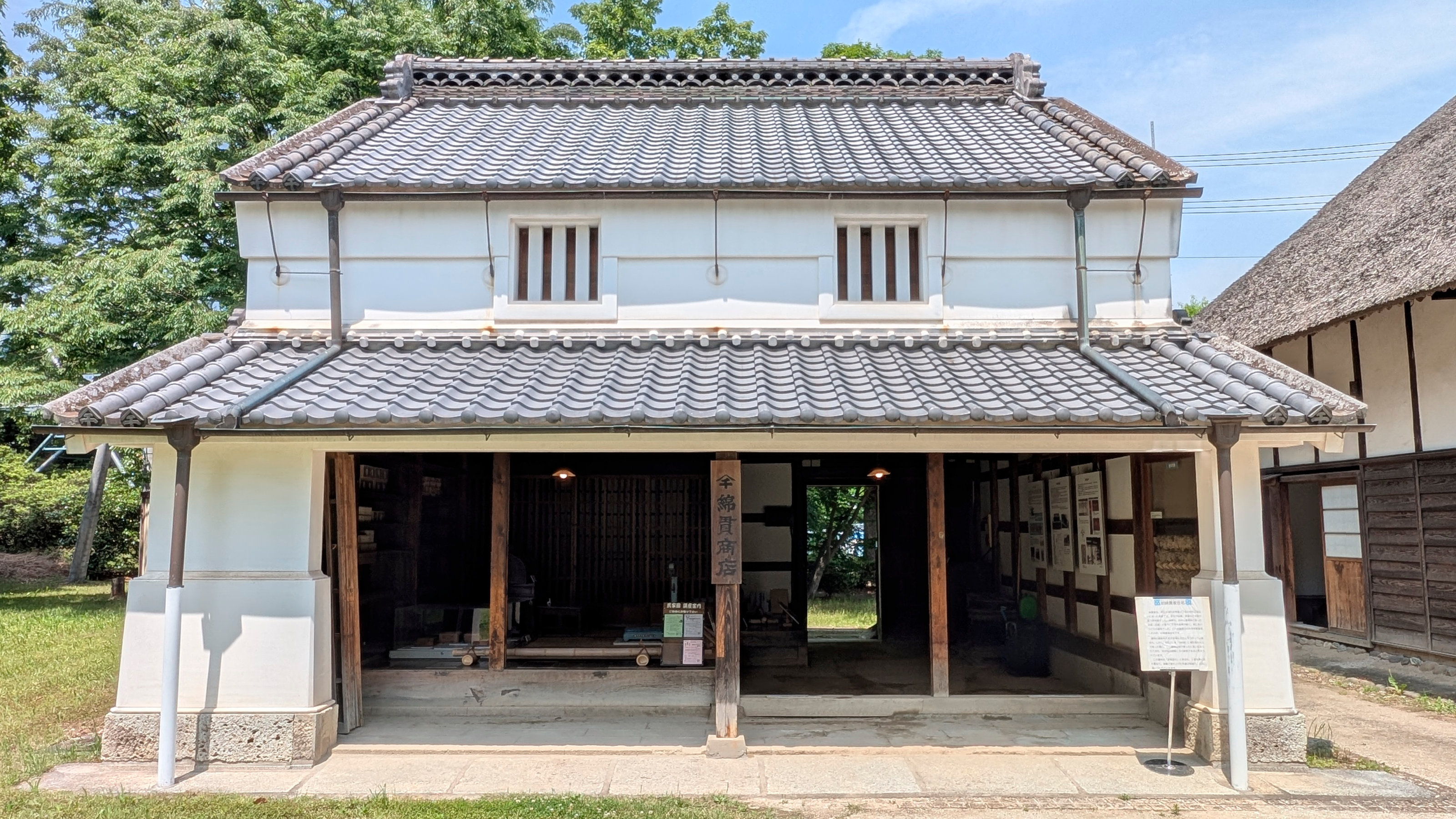
旧綿貫(わたぬき)家住宅
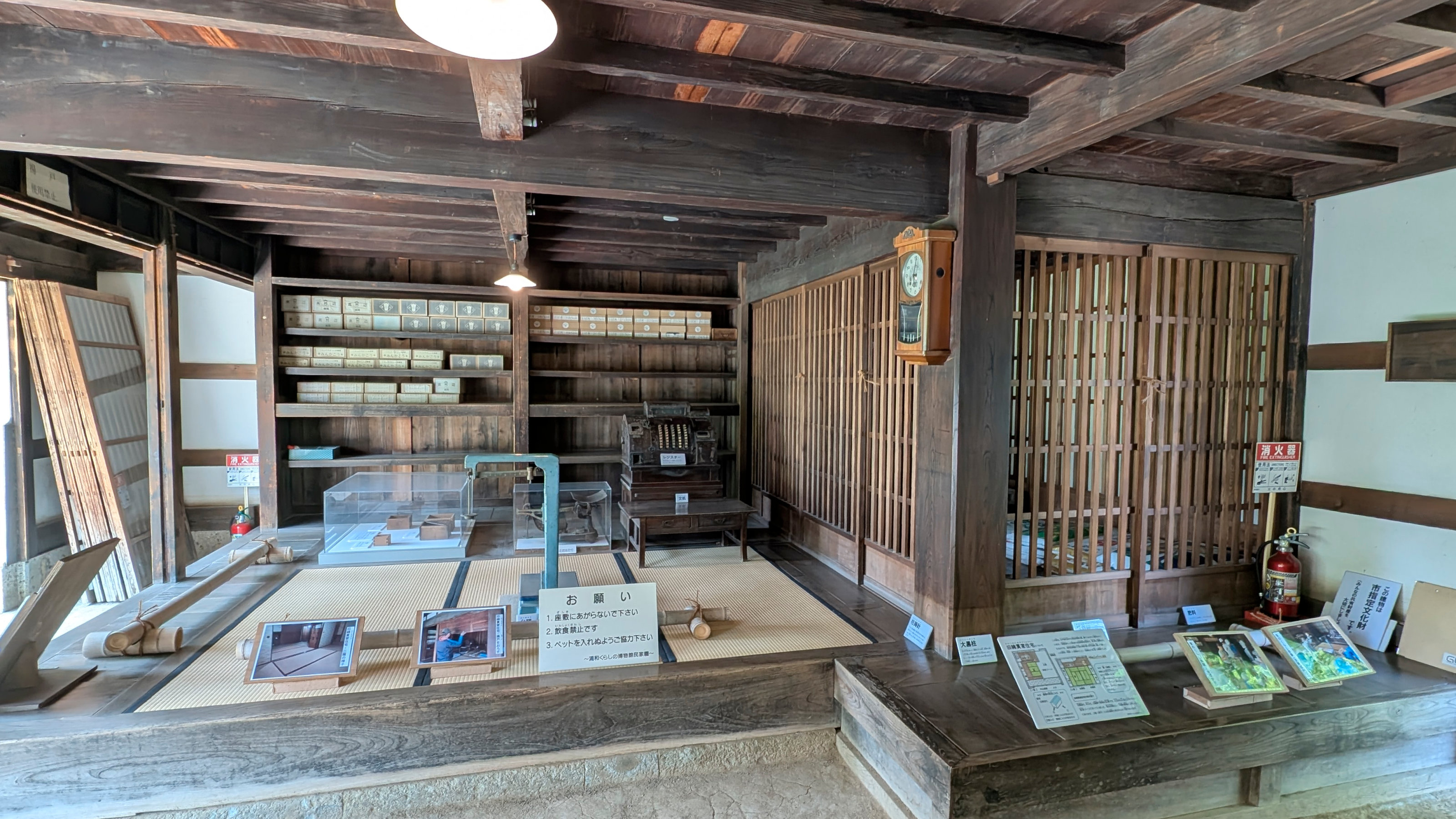
旧綿貫家住宅(店内)

- 旧蓮見家住宅（さいたま市指定有形文化財）
- 旧武笠家表門（さいたま市指定有形文化財）
- 旧中島家米櫃
- 旧丸山稲荷社本殿
- 旧野口家住宅（さいたま市指定有形文化財）

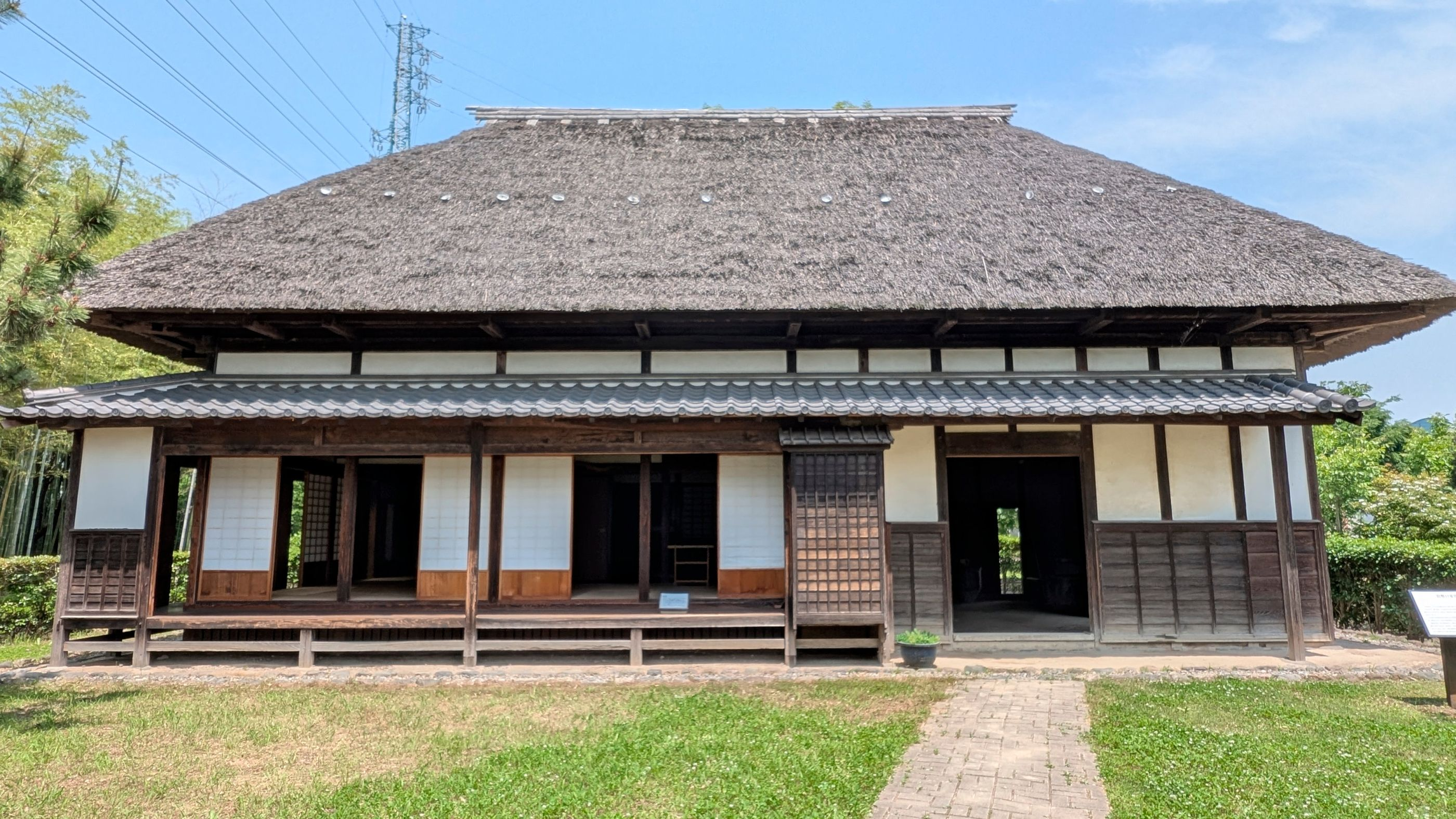
旧野口家住宅
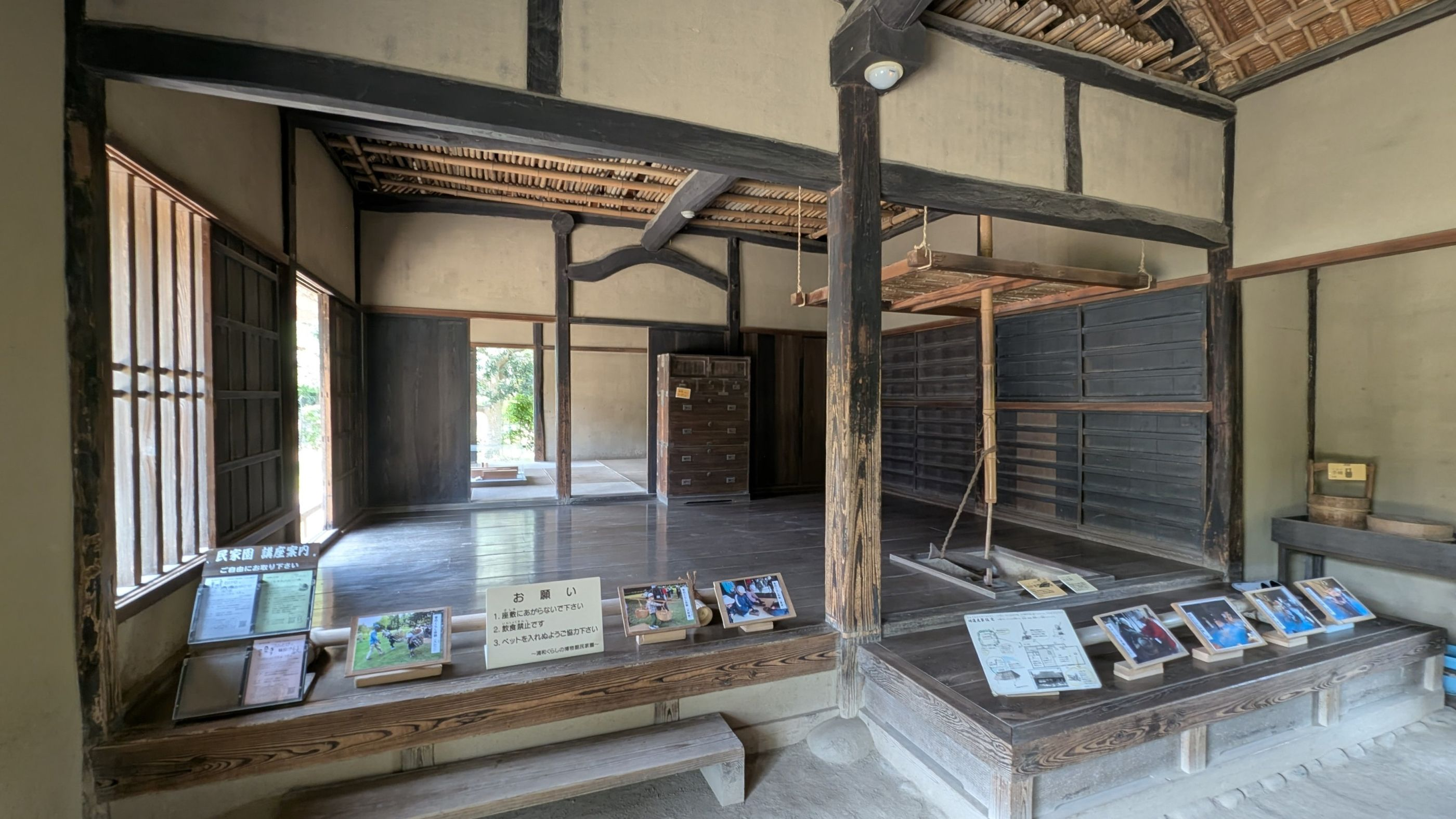
旧蓮見家住宅(室内)
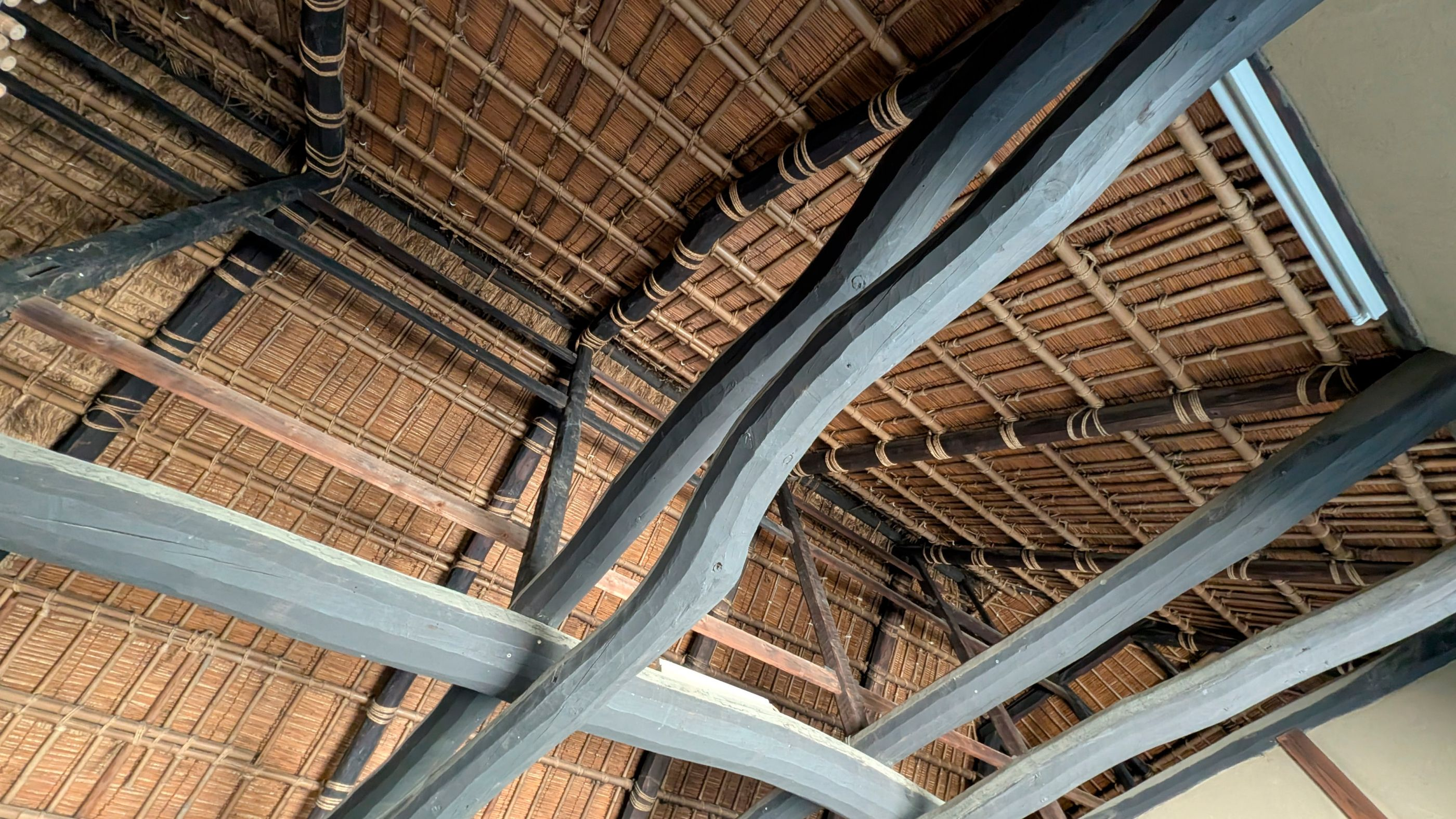
旧蓮見家住宅の天井梁
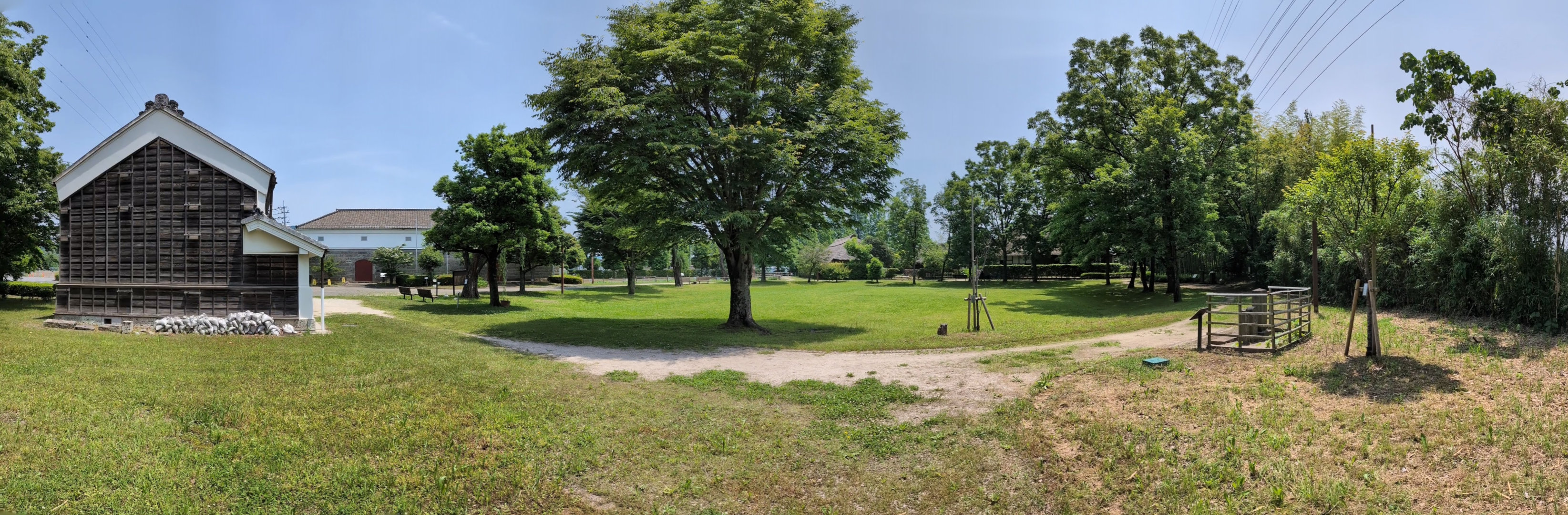
広場のパノラマ(左側に旧綿貫家住宅)

### 倉庫
- 旧浦和市農業協同組合三室支所倉庫（国の登録有形文化財、展示棟となっている。1919年完成）。

この建物は、浦和市農業協同組合三室支所（現さいたま農業協同組合三室支店）において、政府指定米穀倉庫として使用されていたものであり、2007年（平成9年）7月に国の登録有形文化財に登録された。
トラス小屋組の寄棟構造で、内部は中央で仕切られ二部屋からなり、それぞれアーチ形の入り口を有している。
「石蔵(いしぐら)」とも呼ばれる大谷石造りの倉庫は、さいたま市では農業協同組合の倉庫として数棟が知られている。和洋折衷のデザインが特徴で、今では浦和くらしの博物館の展示棟として常設展示やミニ展示開催に利用され、資料等の収蔵棟として使われている。

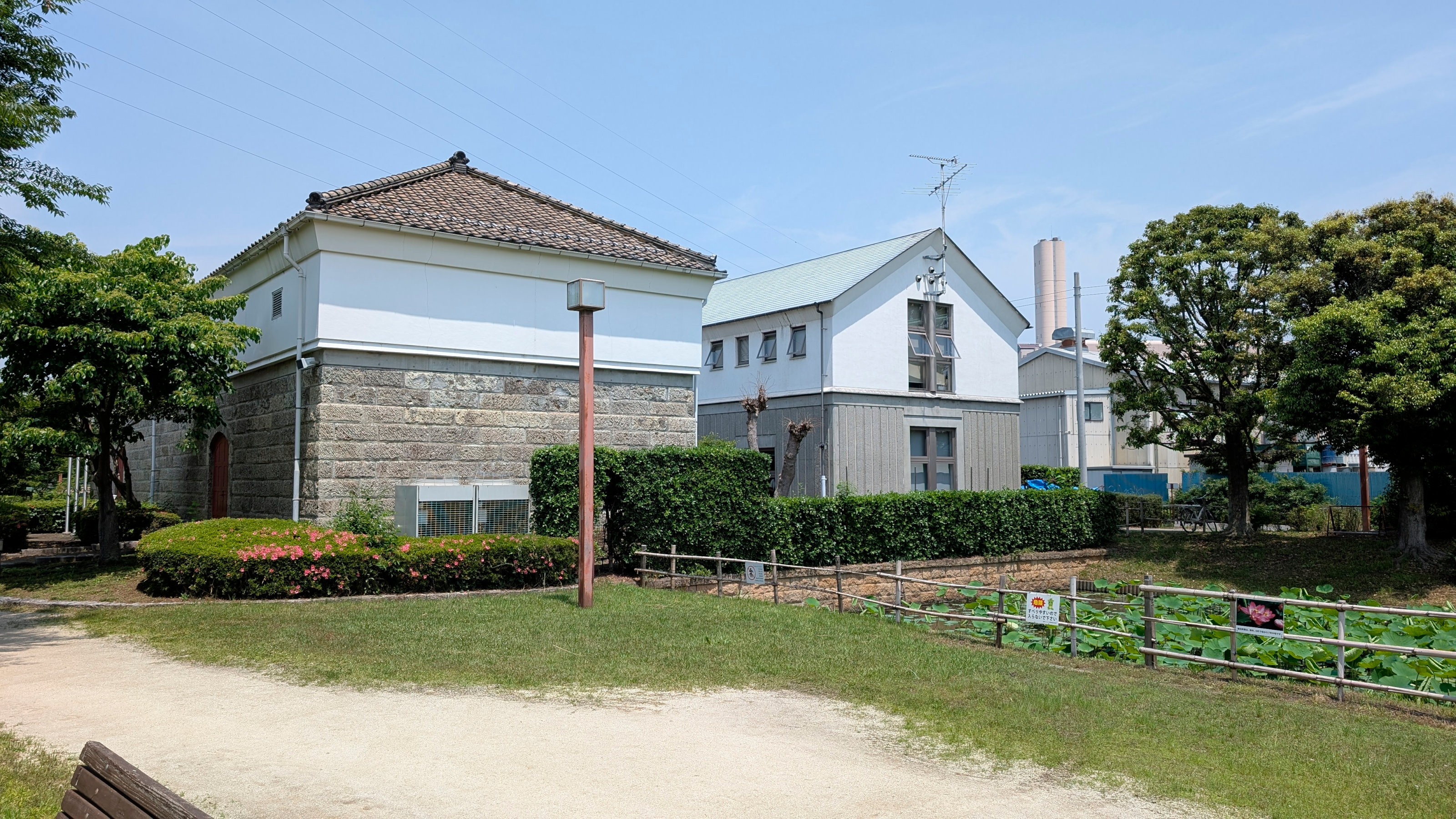
旧浦和市農業協同組合三室支所倉庫
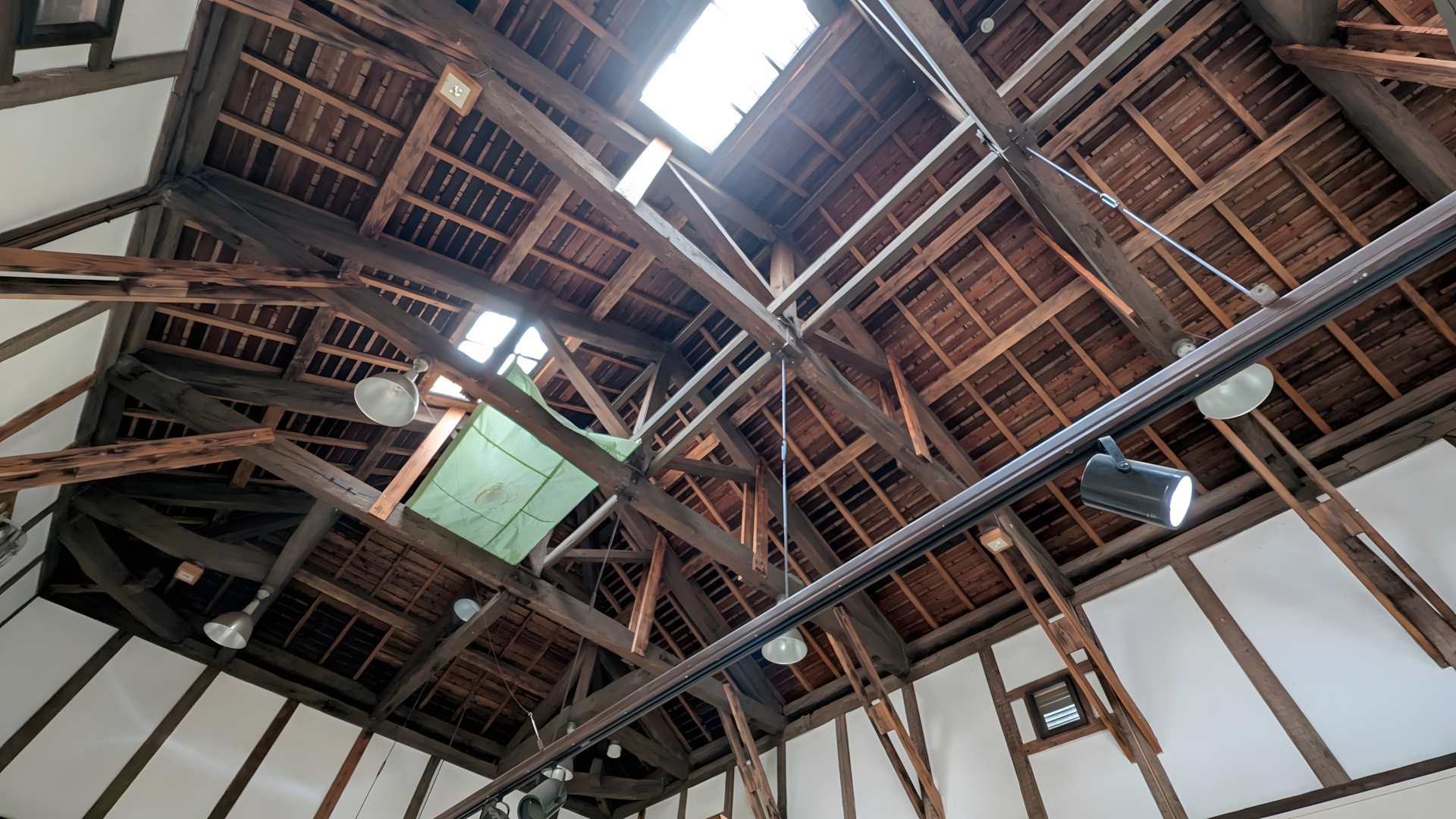
トラス構造の天井
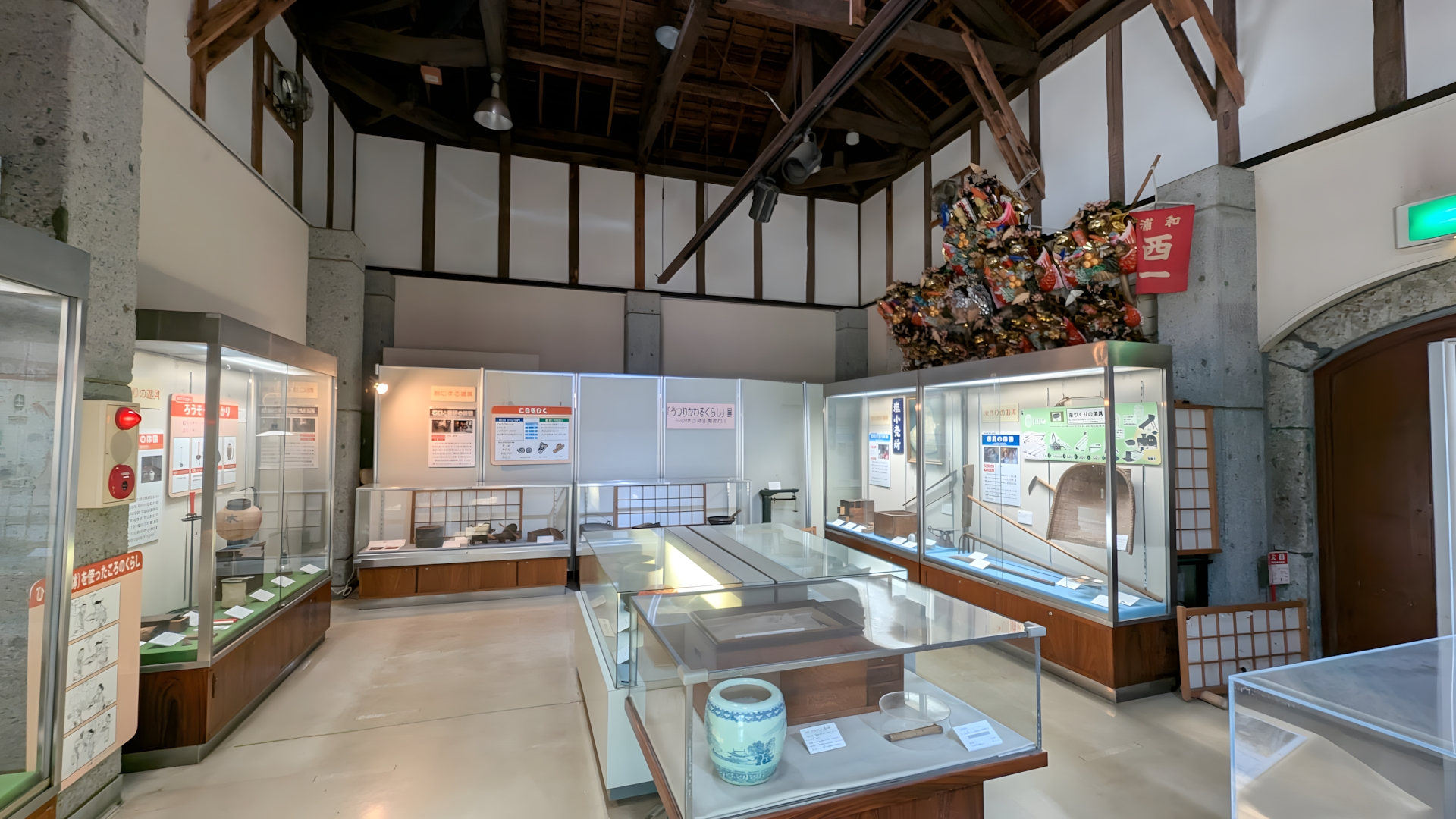
展示棟として利用

## 民家園の古代ハス
民家園の古代蓮は古代のハスの実から発芽・開花したもので、開館年（1995年）に行田市教育委員会から寄贈され移植したものである。翌年（1996年）の7月の初めから咲き始めている。
例年、6月中旬から8月上旬にかけてピンクの花が楽しめる。
当館の蓮（行田の古代蓮）は、花びらの数が少な目の原始的な形態をもつ、1,400年から3,000年前の蓮であると思われる。 現在の一般的な蓮と比べると色がやや濃いピンク色をしているのが特徴。
職員やボランティアが胴長靴を身に着け、長い竿を持って池の中に入り、枯れ葉や茎を池から外へ出す清掃作業を実施している。

## 交通アクセス
- 浦和駅東口からバスで20分（東川口駅北口、大崎園芸植物園、浦和美園駅東口行き「念仏橋」下車すぐ）
- 東浦和駅から徒歩25分
- 東北自動車道浦和インターチェンジから車で10分